# Ocean Victory (yacht)

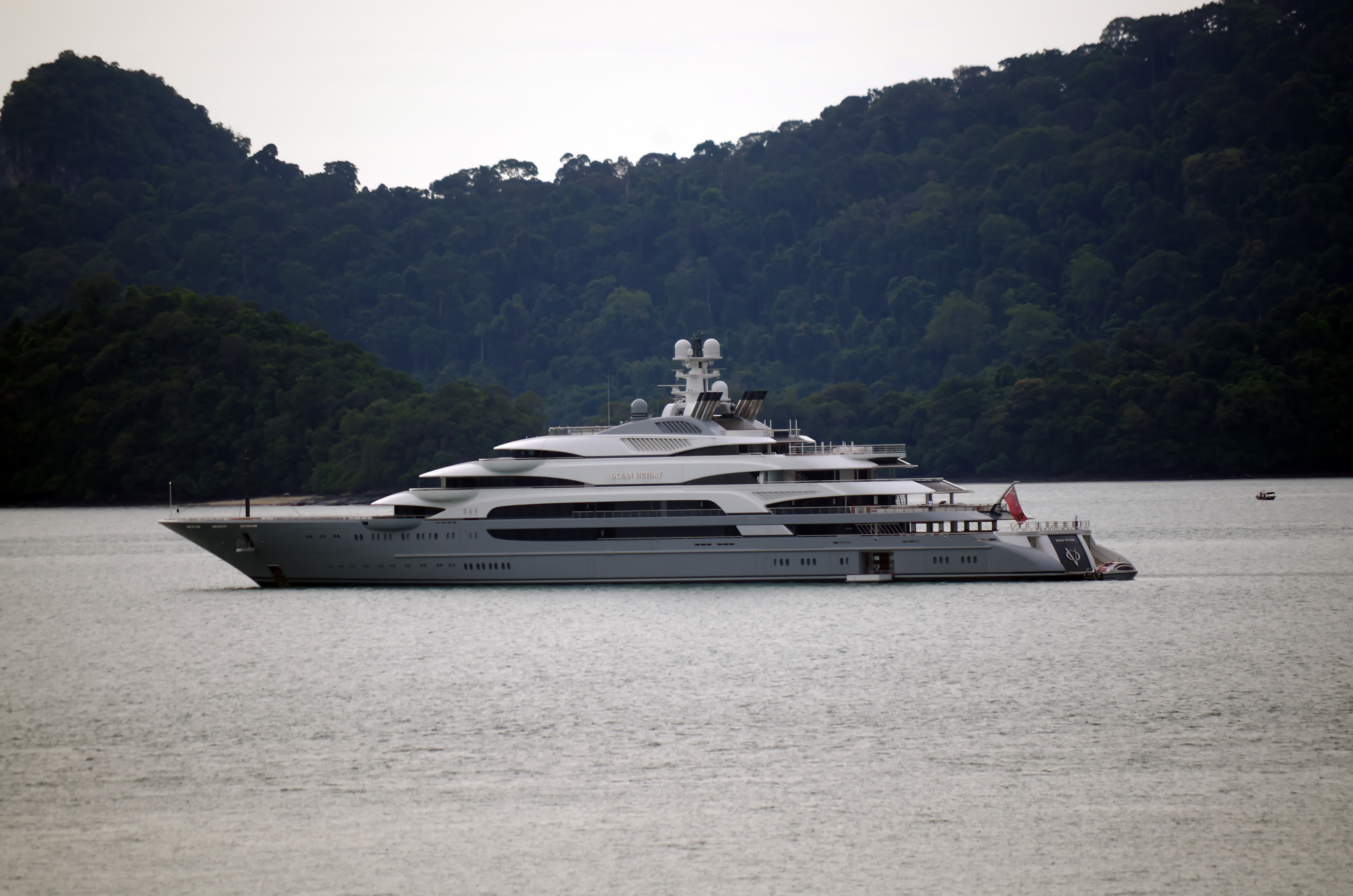
Lo yacht al largo dell'isola di Langkawi, in Malaysia

Ocean Victory è un megayacht prodotto da Fincantieri in Italia, è stato consegnato nel 2014 al suo proprietario, Viktor Rashnikov, un oligarca russo. Il mega yacht è stato progettato esternamente da Espen Øino mentre Alberto Pinto e Laura Sessa Romboli hanno progettato gli interni.
Ocean Victory è lungo 140 metri e ha una capacità di 26 passeggeri in 13 cabine. Ha a bordo 50 membri dell'equipaggio, sei piscine, un garage allagabile e un elicottero.
La costruzione del mega yacht è costata $300 milioni.